# Pabstiella bradei
Pabstiella bradei é uma espécie de planta do gênero Pabstiella e da família Orchidaceae. 

## Taxonomia
A espécie foi descrita em 2007 por Carlyle A. Luer. 
Os seguintes sinônimos já foram catalogados:  
- Pleurothallis bradei  Schltr.
- Specklinia bradei  (Schltr.) Luer
- Trichosalpinx bradei  (Schltr.) Luer

## Forma de vida
É uma espécie epífita e herbácea. 

## Conservação
A espécie faz parte da Lista Vermelha das espécies ameaçadas do estado do Espírito Santo, no sudeste do Brasil. A lista foi publicada em 13 de junho de 2005 por intermédio do decreto estadual nº 1.499-R. 

## Distribuição
A espécie é encontrada nos estados brasileiros de Bahia, Espírito Santo, Paraná, Rio de Janeiro, Santa Catarina e São Paulo. 
A espécie é encontrada no domínio fitogeográfico de Mata Atlântica, em regiões com vegetação de floresta ombrófila pluvial.